# Berchtold Haller (Alpinist)

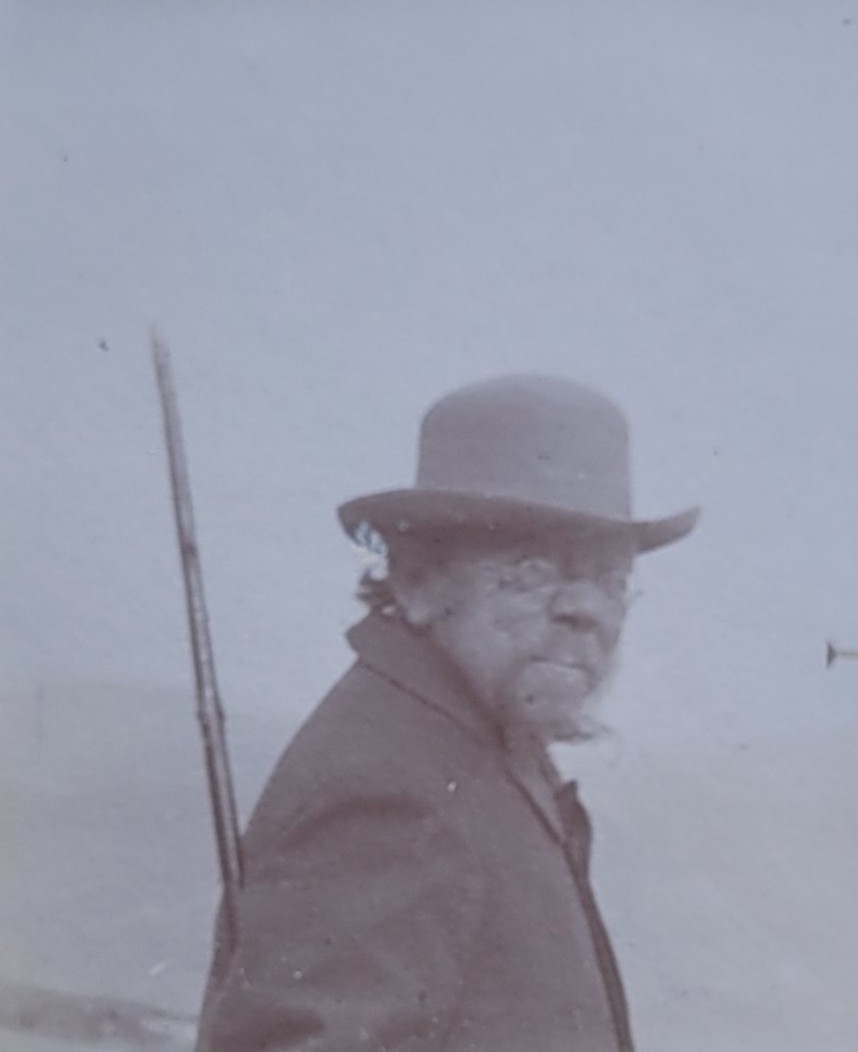
Berchtold Gottlieb Emanuel Haller auf einer Wanderung (um 1890)

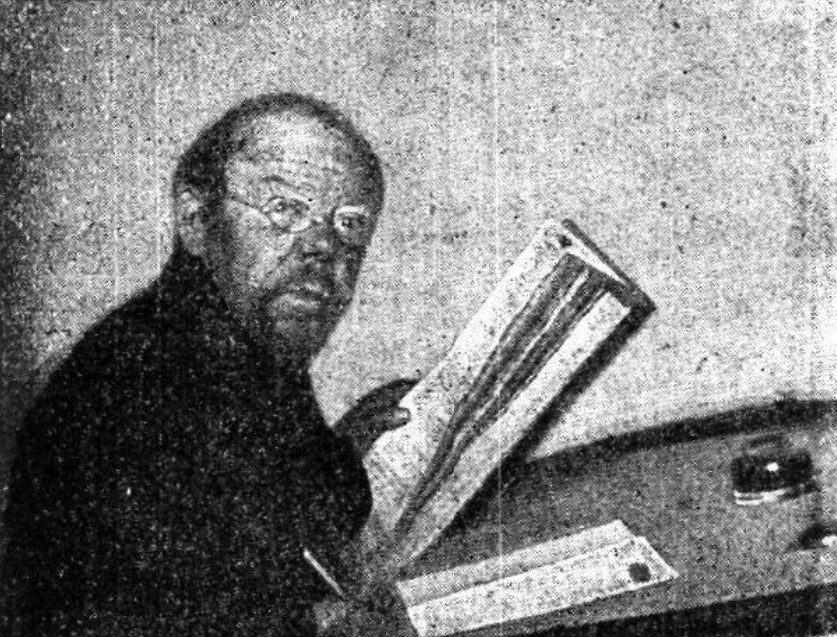
Berchtold Gottlieb Emanuel Haller im Staatsarchiv Bern beim Quellenstudium (um 1890)

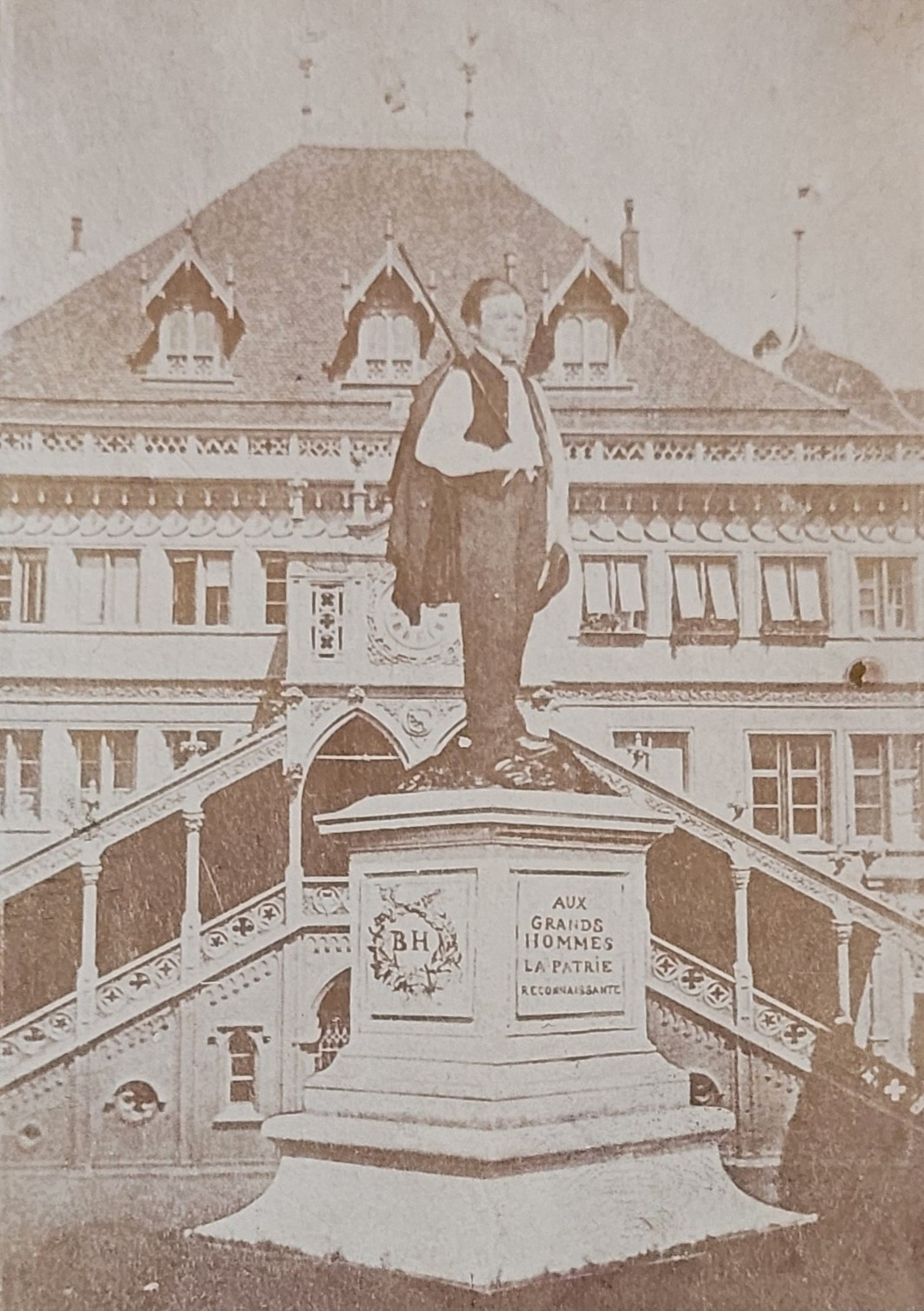
Berchtold Gottlieb Emanuel Haller liess eine Fotomontage von sich auf einem Postament vor dem Berner Rathaus anfertigen (um 1890)

Berchtold Gottlieb Emanuel Haller (* 9. Mai 1837 in Bern; † 17. Dezember 1903 in Bern) war ein Schweizer Lokalhistoriker und Alpinist.

## Leben
Berchtold Gottlieb Emanuel («Döldi») Haller wurde als Sohn des Holzwerkmeisters Albert Karl Haller (1803–1855) und der Maria Sophia Langhans (1817–1846) in Bern geboren. Er war ein Deszendent des Reformators Johannes Haller, sein Familienzweig war jedoch nie im Regiment (Grosser Rat) vertreten. Haller besuchte die Realschule, anfangs der 1860er Jahre hörte er Vorlesungen in Geschichte an der Universität Bern. Zeitweise arbeitete er beim Notar Rudolf Ludwig Hahn in Bern, zog sich jedoch zunehmend ins Privatleben zurück.
Berchtold Haller war Mitglied der Berner Künstlergesellschaft, des Schweizer Alpen-Clubs sowie des Historischen Vereins des Kantons Bern. 1882 wurde er zum Kassier des Historischen Vereins gewählt, einige Jahre gehörte er dem Verwaltungsausschuss des Bernischen Historischen Museums an. Er verfasste mehrere Biographien für die Sammlung bernischer Biographien und Beiträge für das Archiv des Historischen Vereins des Kantons Bern (Schriftenreihe). Haller leitete die archäologischen Nachgrabungen auf der Engehalbinsel. Seine Hauptwerke waren die erste Biographie über Niklaus Friedrich von Steiger und das dreibändige Werk Bern in seinen Rathsmanualen 1465–1565. Bern in seinen Rathsmanualen 1465–1565 ist eine Sammlung von Auszügen aus Protokollen des Kleinen Rats, wiedergegeben nach Themenbereichen. Die Abschriften sind mit Vorsicht zu geniessen, doch ist seine Zusammenstellung nach wie vor von unschätzbarem Wert, da seither keine weiteren Editionen von bernischen Ratsbeschlüssen erschienen sind.
Die Zeitung Le confédéré de Fribourg berichtete 1903 über Hallers Hinschied: «Vieux garçon, Berchtold Haller était de très petite taille.» Weiter zitiert die Zeitung die Anekdote, wonach Haller in Bern einer französischsprachigen Person in einem Disput gesagt haben soll: «Sachez, monsieur, que je suis un descendant du grand Haller», worauf diese entgegnet habe: «Oh! il paraît à vous voir que vous êtes bien descendu». Der anonyme Verfasser seines Nekrologs beschreibt ihn betreffend Körpergrösse «als weit unter dem Mittelmass zurückgebleiben, auf dünnen Beinchen», mit einem «ungepflegten Bärtlein», jenseits aller Mode stehend, «beständig in streitlustigster Bereitschaft» Er sei ein koboldhaftes, gefürchtetes Persönchen gewesen. Im Überglück hätte er sich gerne einen "Vaterländischen" angetrunken, mit seinen Freunden habe er sich der Reihe nach überworfen.
Berchtold Hallers Nachlass umfasst Materialsammlungen und Manuskripte gedruckter Arbeiten und befindet sich im Staatsarchiv des Kantons Bern.

## Werke
- Die Beute von Grandson. In: Berner Taschenbuch. Band 33. Bern 1884, S. 179–202, doi:10.5169/seals-124969.
- Die Kämpfe um Dornach während des Schwabenkrieges 1499. In: Berner Taschenbuch. Band 35. Bern 1886, S. 213–247, doi:10.5169/seals-125248.
- Der Hochverratsprozess des Schultheissen Johann von Wattenwyl. In: Berner Taschenbuch. Band 42–43. Bern 1894, S. 162–189, doi:10.5169/seals-126393.
- Bern in seinen Rathsmanualen 1465–1565. K. J. Wyss, Bern 1900, doi:10.3931/e-rara-73221.
- Niklaus Friedrich Steiger. Der letzte Schultheiss der alten Stadt und Republik Bern 1729–1799, Bern 1901.